# Matuʻanua
Matuʻanua ist eine kleine unbewohnte Insel in der tonganischen Inselgruppe Vavaʻu.

## Geographie
Matuʻanua ist die einzige, winzige Insel vor der Nordküste von Vavaʻu. Sie liegt vor der Küste von Holonga und als Verlängerung des ’Utula’aina Point am westlichen Rand der Likuone Bay.

## Klima
Das Klima ist tropisch heiß, wird jedoch von ständig wehenden Winden gemäßigt. Ebenso wie die anderen Inseln der Vavaʻu-Gruppe wird Matuʻanua gelegentlich von Zyklonen heimgesucht.